# Marianne Jongkind
Marianne Jongkind (1945) is een Nederlands hoedenontwerper. Ze ontwerpt zowel hoeden onder haar eigen naam als hoeden voor de kledingcollecties van Nederlandse couturiers als Frank Govers, Edgar Vos, Frans Molenaar, Mart Visser, en meer recent voor Ronald van der Kemp, Frans Hoogendoorn en Niels Klavers. Jongkind wordt wel beschouwd als de "grande dame van de Nederlandse hoedenwereld". Haar hoeden worden onder andere gedragen door leden van het Nederlandse vorstenhuis.

## Biografie
Op 8-jarige leeftijd begon Jongkind met naaien op de naaimachine van haar moeder. Toen ze 16 was leerde ze in een Amsterdams atelier haar eerste hoeden maken, waarna ze een grote liefde voor hoeden ontwikkelde. In het atelier mocht ze echter alleen het eenvoudige werk doen, reden waarom ze besloot op cursus te gaan bij de bekende Amsterdamse hoedenontwerper Katja Robinski, om zich verder in het vak te bekwamen. Robinski, een flamboyante vrouw die goed was in promotie en pr, was een bekende van haar ouders doordat ze in de Tweede Wereldoorlog bij familie van Marianne ondergedoken had gezeten. Robinski liet haar collecties fotograferen door bekende fotografen als Lodewijk van Bennekom en organiseerde regelmatig modeshows voor haar klanten. Bij deze shows kregen haar studenten, en zo ook Jongkind, de gelegenheid om hun eigen hoeden te showen.
De hoeden van Jongkind haalden op deze manier de landelijke pers. Als gevolg hiervan werd ze door een modeatelier in Amsterdam benaderd met het verzoek om voor hen collecties te komen ontwerpen. Jongkind kreeg zo reeds op 20-jarige leeftijd de leiding over een hoedenatelier. De collecties die ze ontwierp werden verkocht aan winkels en warenhuizen als Maison de Bonneterie.

### Eigen atelier
In 1966 startte Jongkind een atelier voor zichzelf, waar ze zich vanaf 1967 fulltime mee ging bezighouden. Op dat moment woonde ze nog bij haar ouders thuis, en werden de hoeden gemaakt vanuit haar slaapkamer. Haar collectie omvatte in het begin vooral bonthoeden. Het werken met bont leerde ze van de bontwerkers waarvoor ze ontwerpen maakte. Naast haar bontcollectie maakte ze ook hoeden voor particuliere klanten, kledingontwerpers, toneelgezelschappen en bruidswinkels.
Het gebruik om niet zonder een hoed de deur uit te gaan liep in de jaren 60 en 70 snel terug, met name onder invloed van een jeugdcultuur die zich sterk afzette tegen de vorige generatie en haar gebruiken. Begin jaren 80 neemt door de inspanningen van de anti-bontbeweging ook de belangstelling voor bonthoeden af.
Rond 1985 keert het tij, en begint een jonge generatie modeontwerpers weer interesse in hoeden te krijgen. In deze periode begon Jongkind met het geven van cursussen hoedenmaken. Ook ging ze lesgeven aan modeacademies in Amsterdam en Rotterdam, en leidde zo vele Nederlandse hoedenontwerpers op.

### Samenwerking met Frank Govers
Modeontwerper Frank Govers kocht in 1989 twee orthodox-joodse hoeden van Jongkind en nodigde haar vervolgens uit om hoeden te maken voor zijn eerstvolgende show.
Het begin van haar carrière werd gekenmerkt door hoeden met een eenvoudige klassieke vorm, bestaande uit een met een basisblok gemaakte bol, en een rand die met de hand wordt gevormd. Vanwege de uitbundige kleuren en ontwerpen van Govers' ontwerpen werden ook de hoeden van Jongkind extravaganter.
Een van haar bekendste hoeden, de harmonicabaret, werd in 1989 door Govers ontworpen. De hoed bestaat uit aan elkaar gestikte, opgestapelde ringen, die als een harmonica uitgetrokken kunnen worden. Hij kan plat opgevouwen worden en in een tas meegenomen worden, en eenmaal opgezet, in allerlei vormen worden geduwd. De eerste harmonicabaretten maakte ze van fluweel en denim, later gebruikte ze ook leer en suède. De hoed is een klassieker geworden, die ook 30 jaar na dato nog altijd verkocht wordt.
In diezelfde periode kreeg Jongkind een uitnodiging van de Zwitserse strofabrikant Jakob om in hun atelier in Wohlen een cursus strostikken te komen volgen, zodat ze kon leren werken met een originele strostikmachine. Ze maakte op dat moment al hoeden van stroband met behulp van een gewone naaimachine. Na de training in Zwitserland kocht ze in Nederland een strostikmachine waarmee ze van stroband hoeden van elke willekeurige vorm en grootte kon gaan maken. Haar ontwerpen met deze techniek spraken zeer tot de verbeelding van Govers, die voor zijn eerstvolgende modeshow 50 verschillende strobandhoeden bestelde.
Vanaf dat moment begon Jongkind verder te experimenteren met technieken, vormen en materialen, en werd ze door couturiers als Edgar Vos, Frans Molenaar, Mart Visser, Ronald van der Kemp, Frans Hoogendoorn en Niels Klavers gevraagd om hoeden te maken.

### Werkwijze en karakteristieken
In de meeste gevallen maken de modeontwerpers schetsen van de hoeden die ze voor ogen hebben, waarna Jongkind dit uitwerkt tot een definitief ontwerp en de hoed vormgeeft. Door deze werkwijze wordt de hoed verkocht onder de naam van de couturier, en herkent alleen de kenner de onmiskenbare signatuur die Jongkind aan haar hoeden geeft.
Jongkind werkt ongeveer 20 uur aan één hoed. Haar hoeden zijn o.a. herkenbaar aan een hoge, schuinstaande kroon met diepe gleuf, een schuin afgesneden kroon, of een rand die los lijkt te komen van de kroon of (zeer) schuin staat ten opzichte van de kroon.

### Overig
Marianne Jongkind jureerde meermaals in de hoedontwerpcompetitie die ieder jaar tijdens het Prinsjesfestival op Prinsjesdag wordt gehouden.

## Onderscheiding
In 2002 werd Marianne Jongkind Ridder in de Orde van Oranje Nassau vanwege haar grote bijdrage aan haar vakgebied.

## Tentoonstellingen
- 2002 - Nederlands Textielmuseum Tilburg - overzichtstentoonstelling wegens 40-jarig jubileum Marianne Jongkind[10]
- 2007 - Hoedenmuseum Utrecht - De keuze van Marianne Jongkind - wegens 45-jarig jubileum[2]
- 2014 - Museum Het Valkhof i.s.m. met hoedenzaak Cappello, Nijmegen - Hoed Couture, ode aan Marianne Jongkind[11]
- 2020 - Apeldoorns Centrum voor Eigentijdse Cultuur i.s.m. de Nederlandse Hoedenvereniging - Hat Couture.[12]